# Фултон Тауншип (округ Ланкастер, Пенсільванія)
Фултон Тауншип (англ. Fulton Township) — селище (англ. township) в США, в окрузі Ланкастер штату Пенсільванія. Населення — 3214 особи (2020).

## Демографія
Згідно з переписом 2010 року, у селищі мешкали 3074 особи в 1030 домогосподарствах у складі 785 родин. Було 1139 помешкань
Расовий склад населення:
| - 96,7 % — білих - 1,5 % — чорних або афроамериканців - 0,2 % — корінних американців - 0,1 % — азіатів |

До двох чи більше рас належало 1,0 %. Частка іспаномовних становила 2,1 % від усіх жителів.
За віковим діапазоном населення розподілялося таким чином: 29,6 % — особи молодші 18 років, 57,6 % — особи у віці 18—64 років, 12,8 % — особи у віці 65 років та старші. Медіана віку мешканця становила 35,7 року. На 100 осіб жіночої статі у селищі припадало 101,2 чоловіків;  на 100 жінок у віці від 18 років та старших — 100,4 чоловіків також старших 18 років.
Середній дохід на одне домашнє господарство  становив 60 705 доларів США (медіана — 54 375), а середній дохід на одну сім'ю — 65 089 доларів (медіана — 62 188). Медіана доходів становила 43 472 долари для чоловіків та 27 434 долари для жінок. За межею бідності перебувало 17,3 % осіб, у тому числі 23,7 % дітей у віці до 18 років та 15,7 % осіб у віці 65 років та старших.
Цивільне працевлаштоване населення становило 1339 осіб. Основні галузі зайнятості: сільське господарство, лісництво, риболовля — 17,6 %, освіта, охорона здоров'я та соціальна допомога — 16,2 %, виробництво — 14,8 %.